# Avenida Wilson Ferreira Aldunate
La Avenida Wilson Ferreira Aldunate es una avenida del departamento de Canelones la cual recorre las ciudades de Paso Carrasco y Ciudad de la Costa. 

## Características
La avenida comienza en el límite departamental de los departamentos de Montevideo y Canelones, siendo una continuación del Camino Carrasco. Su nombre hace homenaje al político uruguayo Wilson Ferreira Aldunate. 
La avenida culmina en la intersección con la ruta 101 puerta de acceso al viejo Aeropuerto Internacional de Carrasco, específicamente sobre el monumento a Wilson Ferreira Aldunate.
Por dicha avenida se encuentran el Parque Roosevelt, la Dirección Nacional de Aviación Civil e Infraestructura Aeronáutica y el Aeropuerto Internacional de Carrasco. Entendiendo que su flujo vehicular proviene desde Montevideo, es una principal vía de acceso a los lugares mencionados anteriormente, pero de conexión con la ruta 101 e incluso las rutas 102 e IB.

## Cruces
- Avenida Wilson Ferreira Aldunate y Pedro Figari
- Avenida Wilson Ferreira Aldunate y Juan Manuel Blanes
- Avenida Wilson Ferreira Aldunate  y Coronel Graña
- Avenida Wilson Ferreira  y Doctor Horacio García Lagos
- Avenida Wilson Ferreira Aldunate  y Sersale
- Avenida Wilson Ferreira Aldunate y Isidoro de María
- Avenida Wilson Ferreira Aldunate y Avenida del Lago
- Avenida Wilson Ferreira Aldunate y Avenida Calcagno
- Avenida Wilson Ferreira Aldunat y Montevideo
- Avenida Wilson Ferreira Aldunate y Avenida Eduardo Acevedo (Entrada a Monterrey)
- Avenida Wilson Ferreira Aldunate y Manuel Albo
- Avenida Wilson Ferreira Aldunate y Sol
- Avenida Wilson Ferreira Aldunate y María Stagnero de Munar
- Avenida Wilson Ferreira Aldunate y Calle Garibaldi
- Avenida Wilson Ferreira Aldunate y José Pedro Varela
- Avenida Wilson Ferreira Aldunate y Rosalía de Castro
- Avenida Wilson Ferreira Aldunate y Avenida a la Playa
- Avenida Wilson Ferreira Aldunate y Avenida Racine
- Avenida Wilson Ferreira Aldunate y Cigüeña
- Avenida Wilson Ferreira y El Dorado
- Avenida Wilson Ferreira Aldunate, Ruta 101 y Avenida de las Américas.

## Transporte
- C1
- C3
- C5
- 705
- 706
- 109

## Efemérides
En 2011 los intendentes Ana Olivera de Montevideo  y Marcos Carámbula de Canelones firman un acuerdo para realizar la construcción de la doble vía de Camino Carrasco en Paso Carrasco, obras que comenzarían en el año  2012 y culminarian en 2013.